# Никольский, Пётр Сергеевич
Пётр Серге́евич Нико́льский (14 октября 1922, Тульская область — 10 января 2024) — советский и российский учёный, доктор экономических наук, профессор.

## Биография
Родился 14 октября 1922 года в Тульской области.
После окончания средней школы, осенью 1940 года, был призван в ряды РККА, став красноармейцем 36-го горно-стрелкового полка 9-й горно-стрелковой дивизии, располагавшейся в городе Батуми Аджарской АССР. Во время Великой Отечественной войны воевал на разных фронтах. В 1942 году окончил училище зенитной артиллерии, в 1944 году — Высшую офицерскую школу ПВО. В конце 1945 года был демобилизован из армии по инвалидности. В 1946 году работал инспектором спецчасти Ставропольского крайисполкома. Капитан в отставке.
В 1947—1950 годах учился в Казанском финансово-экономическом институте. По его окончании поступил в аспирантуру Московского финансового института (МФИ, ныне Финансовый университет при Правительстве Российской Федерации) по кафедре финансов. В 1953 году окончил аспирантуру с защитой кандидатской диссертации «Местные бюджеты и их роль в развитии местного хозяйства и культурного строительства: по материалам местных бюджетов РСФСР» и продолжил работу в этом вузе. В 1953—1986 годах был ассистентом, преподавателем, доцентом кафедры «Финансы». С 1979 по 1982 годы исполнял обязанности заведующего, а с 1984 по 1989 годы — возглавлял кафедру «Финансы». С 1983 года — доктор экономических наук, профессор. В течение двенадцати лет (1961—1973) по совместительству работал деканом финансово-экономического факультета С 1998 по 2010 годы П. С. Никольский был директором музея Финансового университета. В настоящее время — профессор-консультант Финансового университета при Правительстве Российской Федерации.
В течение пяти лет он работал в Научно-исследовательском центре военно-экономических обоснований Военного финансово-экономического университета.
Умер 10 января 2024 года.

## Заслуги
- Орден Александра Невского (2023)[5].
- Награждён орденами Отечественной войны II степени и Красной Звезды, а также многими медалями, в числе которых белорусская медаль по случаю 65-й годовщины освобождения Белоруссии от немецко-фашистских захватчиков (за участие в обороне города Полоцка Белорусской ССР).